# Herpetacanthus stenophyllus
Herpetacanthus stenophyllus är en akantusväxtart som beskrevs av J. Gómez-laurito och M.H. Grayum. Herpetacanthus stenophyllus ingår i släktet Herpetacanthus och familjen akantusväxter. Inga underarter finns listade i Catalogue of Life.